# Hiroyuki Itami
Hiroyuki Itami (伊丹敬之 Itami Hiroyuki; 1945- ) is een Japans managementwetenschapper die wordt gezien als een van de grondleggers van het vakgebied intellectueel kapitaal.
In 1980 publiceerde Itami het baanbrekende Mobilizing Invisible Assets, in eerste instantie alleen in het Japans. De Engelse vertaling liet tot 1987 op zich wachten waardoor het lang duurde voordat Itami zijn wereldwijde erkenning kreeg. Het werk gaat over de waarde en het effect van de onzichtbare eigendommen (invisible assets) van Japanse bedrijven.
- Bibsys: 90054865
- Bibliothèque nationale de France: cb12308816g (data)
- CiNii: DA00113801
- Gemeinsame Normdatei: 120285398
- International Standard Name Identifier: 0000 0000 8396 7874
- Library of Congress Control Number: n81045960
- Bibliotheek van het Japanse parlement: 00111096
- Nationale Bibliotheek van Tsjechië: jn20011019088
- Nationale bibliotheek van Australië: 35993902
- Nationale Bibliotheek van Israël: 987007347364105171
- Nederlandse Thesaurus van Auteursnamen: 071701966
- Réseau des bibliothèques de Suisse occidentale: 02-A000092587
- Système universitaire de documentation: 031969682
- Trove: 1177020
- Virtual International Authority File: 79089628
- WorldCat: E39PBJgxkv3GtmRkwDdXqqFkDq